# Хозін Михайло Семенович
Хо́зін Миха́йло Семе́нович (рос. Хозин Михаил Семёнович) (*10 (22) жовтня 1896, с. Скачиха, Кірсановський повіт, Тамбовська губернія — †27 лютого 1979, Москва) — радянський воєначальник, генерал-полковник, командувач військами фронту, оперативної групи та армій, а також військових округів за роки Другої світової війни.

## Біографія
Військова кар'єра
- 7 серпня 1915 — рядовий
- 1915 — єфрейтор
- 1915 — молодший унтерофіцер
- червень 1916 — прапорщик
- 1917 — підпоручник
- 1917 — поручник
- 26 листопада 1935 — комдив
- 22 лютого 1938 — комкор
- 8 лютого 1939 — командарм II рангу
- 4 червня 1940 — генерал-лейтенант
- 19 січня 1943 — генерал-полковник

Хозін Михайло Семенович Народився 10 (22) жовтня 1896 року у селі Скачиха Тамбовської губернії в родині Семена Васильовича Хозіна, працівника залізниці. У 1907 році закінчив церковно-парафіяльну школу. У 1911 році поступив на навчання до Саратовського технічного залізничного училища.
7 серпня 1915 року призваний рядовим до лав Російської імператорської армії. Військову службу розпочав у 60-му запасному полку (місто Тамбов). Згодом підвищений у єфрейтори, а потім у молодші унтерофіцери.
У лютому 1916 року був направлений до 4-ї Київської школи прапорщиків. У червні 1916 року закінчив і призначений молодшим офіцером кулеметної команди 37-го Сибірського стрілецького полку 10-ї Сибірської стрілецької дивізії. У складі цього полку та дивізії брав участь у бойових діях на Південно-Західному та Румунському фронтах. У серпні 1917 року переведений до штабу 6-ї армії та призначений офіцером для доручень топографічного відділення відділу генерал-квартирмейстера штабу армії. За хоробрість нагороджений орденом Святої Анни 4-го ступеня. У грудні 1917 року демобілізувався.
У листопаді 1918 року вступив до Червоної армії і призначений заступником командира 14-го Ртищівського стрілецького полку, з травня 1919 року став його командиром. Полк виконував завдання з охорони та оборони залізничних мостів у регіоні. Командуючи цим полком брав участь у боях під станціями Мучкап, Романівка поблизу міста Балашов; на лінії Грязі-Борисоглєбськ під станціями Жердівка та Борисоглєбськ та станцією Поворино. У серпні-вересні 1919 року полк бився з корпусом К. К. Мамонтова під Сампуром і Тамбовом, а також під Воронежем на станції Сомово Південно-Східної залізниці.
З жовтня 1919 року командував 34-м окремим стрілецьким батальйоном у Кірсанові. З квітня 1920 року — 194-м окремим стрілецьким батальйоном ВОХР, з 13 жовтня 1920 — 472-м батальйоном ВОХР. З 31 жовтня 1920 року — командир 294-го стрілецького полку 33-ї стрілецької дивізії. З цим полком брав участь у придушенні селянського повстання, «Антонівщини».
У квітні 1921 року Хозін призначений командиром 22-ї окремої бригади військ ВЧК з охорони державного кордону РРФСР з Латвією, а жовтні цього року переведений у місто Воронеж командиром 113-ї окремої бригади Орлівського військового округу. З грудня 1921 — командир 84-ї стрілецької бригади 28-ї стрілецької дивізії в Північно-Кавказькому військовому окрузі. Залучався до придушення більшовиками тамтешніх повстань на Кубані, Тереку та в Дагестані.
З січня 1924 року Хозін перебував на посаді помічника командира 22-ї стрілецької дивізії (Краснодар). Восени 1924 року поступив на навчання на військові академічні курси (ВАК) при Військовій академії РСЧА. З травня 1925 року помічник командира 32-ї стрілецької дивізії (Саратов), з вересня 1925 року — командир 31-ї стрілецької дивізії Приволзького військового округу, з вересня 1926 — військовим керівником Саратовського інституту сільського господарства і меліорації, з січня 1932 року — командиром 34-ї Середньо-Волзької стрілецької дивізії (Куйбишев).
У 1930 році закінчив курси партполітпідготовки командирів-єдиноначальників при Військово-політичній академії імені М. Г. Толмачова. Продовжив командування 34-ю стрілецькою дивізією, а в січні 1932 року призначений командиром-комісаром 36-ї стрілецької дивізії ОЧДСА (Чита). З травня 1935 року — командир-комісар 18-ї стрілецької дивізії (Ярославль і Петрозаводськ).
З березня до вересня 1937 року Хозін був командиром 1-го стрілецького корпусу Ленінградського військового округу, з штаб-квартирою в Новгороді. З вересня по грудень 1937 року — інспектор Ленінградського військового округу, а з кінця грудня 1937 року — заступник командувача військ Ленінградського військового округу. 2 квітня 1938 року Хозін призначений командувачем військ Ленінградського військового округу.
7 жовтня 1938 року затверджений членом Військової ради при народному комісарі оборони СРСР.
З січня 1939 року до початку німецько-радянської війни — начальник Військової академії РСЧА імені М. В. Фрунзе.
З липня 1941 року генерал-лейтенант Хозін М. С. заступник командувача Резервного фронту Г. К. Жукова. 11 вересня 1941 року був призначений начальником штабу Ленінградського фронту. З 26 вересня 1941 — командувач 54-ї армії, сформованої для прориву блокади Ленінграда. З жовтня 1941 до травня 1942 року — командувач військами Ленінградського фронту і одночасно з квітня — командувач Волховської групою військ фронту. Керував проведенням операції з виведення з оточення 2-ї ударної армії (13 травня — 10 липня 1942). Але, відновити повідомлення з армією та організовано вивести її з оточення не зумів, за що 8 червня 1942 року був знятий з посади командувача Ленінградського фронту й переведений зі пониженням на Західний фронт командувачем 33-ї армії.

| ««...війська Західного і Калінінського фронтів на ржевському і гжацько-вяземському напрямах частиною сил перейшли у наступ. Розвиваючи наступ і завдаючи противнику безперервні удари, наші війська розбили 161-шу, 342-гу, 292-гу, 129-ту, 6-ту, 256-ту, 328-му, 183-тю і 78-му німецькі піхотні дивізії, 14-ту і 36-ту мотодивізії, 1-шу, 5-ту танкові дивізії. Фронт німецьких військ у зазначених напрямках відкинули на 40-50 км. У боях особливо відзначилися війська 33-ї армії під командуванням генерала Хозіна»[1] Оригінальний текст (англ.) «...войска Западного и Калининского фронтов на ржевском и гжатско-вяземском направлениях частью сил перешли в наступление. Развивая наступление и нанося противнику непрерывные удары, наши войска разбили 161, 342, 292, 129, 6, 256, 328, 183 и 78-ю германские пехотные дивизии, 14-ю и 36-ю мотодивизии, 1-ю и 5-ю танковые дивизии. Фронт немецких войск на указанных направлениях отбросили на 40-50 км. В боях особо отличились войска 33-й армии под командованием генерала Хозина» |
З жовтня 1942 до грудня 1942 року — заступник командувача Західного фронту. Знову знято з посади за бездіяльність та несерйозне ставлення до справи та направити у розпорядження начальника Головного управління кадрів НКО.
З 4 грудня 1942 року до кінця місяця — командувач 20-ї армії.
У січні — березні 1943 року — командувач особливої групи військ Північно-Західного фронту, так званої Особливої групи військ генерала М. С. Хозіна, яка проводила операцію «Полярна Зірка».
З березня до грудня 1943 року — заступник командувача військ Північно-Західного та Західного фронтів. З грудня 1943 року участі у бойових діях більше не брав.
З березня 1944 року — командувач військами Приволзького військового округу. У липні 1945 року звільнений з посади за службовою невідповідністю, близько року перебував у розпорядженні Головного управління кадрів Збройних Сил СРСР. З липня 1946 — начальник Військово-педагогічного інституту, з лютого 1954 — начальник Військового інституту іноземних мов. З листопада 1956 очолював Вищі академічні курси, з листопада 1959 — факультет Військової академії Генерального штабу Збройних сил СРСР. З листопада 1963 року — у відставці.
27 лютого 1979 року генерал-полковник Хозін Михайло Семенович помер у Москві. Похований у закритому колумбарії Ваганьківського цвинтаря у Москві.